# Ezgi Mola
Ezgi Mola (turc: Mercan Ezgi Mola)  (Istanbul, 29 de març de 1983) és una actriu turca.

## Biografia
Ezgi és coneguda per la seva exitosa carrera al cinema i també al teatre. Ha actuat al teatre d'improvisació Arkadaşım Hoşgeldin. Mentre estudiava a l'Akademi d'Istanbul, va fer el seu debut a Karate Can, de Kartal Tibet. Va estudiar al Müjdat Gezen Arts Center durant 4 anys amb Aydoğan Temel i també va aparèixer per primera vegada a la seva obra Çürük Elma. El 2005, es va incorporar al BKM Theatre i va aparèixer al costat d'Ugur Yücel a les sèries Hırsız Polis i Canım Ailem. Té un bon èxit de taquilla en la seva carrera cinematogràfica. El 2006, va actuar a la pel·lícula Hayatımın Kadınısın per la qual va guanyar el premi Sadri Alışık.

## Polèmica
L'agost de 2020, Mola va criticar un soldat turc, Musa Orhan, que va sortir de la presó, tot i estar acusat d'agressió sexual a Siirt, i la víctima kurda del qual, İpek Er, va morir a l'hospital. El juny de 2021, tant l'advocat d'Orhan com el fiscal general van presentar una demanda contra Mola per "insultar amb un missatge d'àudio, escrit i vídeo", exigint una pena de presó de fins a 2 anys i 4 mesos.

## Filmografia

### Pel·lícula
| Curs | Títol                                        | Rol           | Notes      |
| ---- | -------------------------------------------- | ------------- | ---------- |
| 2004 | Hızlı Adımlar                                | Selen         | Telefilm   |
| 2005 | Organitzeu İşler                             | Berrak        | Pel·lícula |
| 2006 | Hayatımın Kadınısın                          | Ahu           | Pel·lícula |
| 2006 | Hokkabaz                                     | Infermera     | Pel·lícula |
| 2009 | Ejder Kapanı                                 |               | Pel·lícula |
| 2010 | Veda                                         | Latife Hanım  | Pel·lícula |
| 2011 | Ay büyürken uyuyamam                         |               | Pel·lícula |
| 2011 | Celal Tan ve Ailesinin Aşırı Acıklı Hikayesi | Jülide        | Pel·lícula |
| 2011 | Dedemin İnsanları                            | Fatma         | Pel·lícula |
| 2012 | Pazarları Hiç Sevmem                         | Ayşe          | Pel·lícula |
| 2013 | Celal ile Ceren                              | Ceren         | Pel·lícula |
| 2013 | Sen Aydınlatırsın Geceyi                     | Çiğdem        | Pel·lícula |
| 2013 | Soğuk                                        | Boncuk        | Pel·lícula |
| 2013 | Patró Mutlu Son İstiyor                      | Eylül         | Pel·lícula |
| 2015 | Kocan Kadar Konuş                            | Efsun         | Pel·lícula |
| 2016 | Kocan Kadar Konuş: Diriliş                   | Efsun         | Pel·lícula |
| 2017 | Maide'nin Altın Günü                         | Donzella      | Pel·lícula |
| 2018 | Aydede                                       | Ràbia         | Pel·lícula |
| 2018 | Kelebekler                                   | Sevtap        | Pel·lícula |
| 2019 | Organitzeu İşler 2: Sazan Sarmalı            | Lerzan Berrak | Pel·lícula |
| 2019 | Lady Winsley'i Kim Öldürdü                   | Azra          | Pel·lícula |
| 2021 | Seni Buldum Ya                               | Lerzan Berrak | Mubi Film  |

### Sèrie
| Curs      | Títol                           | Rol                   | Notes                       |
| --------- | ------------------------------- | --------------------- | --------------------------- |
| 2000      | Can de Karate                   |                       | sèrie de televisió          |
| 2002      | Unutma Beni                     |                       | sèrie de televisió          |
| 2003      | Sultan Makami                   |                       | sèrie de televisió          |
| 2004      | Görünmez Adam                   | Gülizar               | sèrie de televisió          |
| 2005–2006 | Hırsız Polis                    | Gülay                 | sèrie de televisió          |
| 2007      | Senden Başka                    | Hayriye               | sèrie de televisió          |
| 2008      | Kolay Gelsin                    | Kezo                  | sèrie de televisió          |
| 2008      | Sınıf                           | Esra                  | sèrie de televisió          |
| 2008–2010 | Canım Ailem                     | Feride                | sèrie de televisió          |
| 2010      | Güneydoğudan Öyküler Önce Vatan | Ayşe                  | sèrie de televisió          |
| 2011      | Bir Ömür Yetmez                 | Hazal                 | sèrie de televisió          |
| 2012      | Kötü Yol                        | Leman Aksular         | sèrie de televisió          |
| 2014–2015 | Arkadaşım Hoşgeldin             |                       | Teatre de televisió         |
| 2018      | Bartu Ben                       |                       | sèrie web convidada/blutv   |
| 2020      | Jet Sosyete                     | İpek                  | convidat/sèrie de televisió |
| 2020-2022 | Masumlar Apartmanı              | Safiye Derenoğlu Ataç | sèrie de televisió          |